# Francisco Cruz Castro
Francisco Cruz Castro (* Santa Ana república de El Salvador, el 4 de octubre de 1820, falleció en La Esperanza, departamento de Intibucá, el 20 de mayo de 1895) fue un médico, abogado, político y diplomático hondureño que fue presidente Interino de la República de Honduras en 1869-1870.

## Biografía
Los padres de Francisco Cruz Castro, fueron el señor José María Cruz de origen mexicano y la señora Rumualda Castro de origen salvadoreña. Cruz Castro contrajo matrimonio con Nicolasa Avilés.
Francisco Cruz Castro, contaba con nueve años cuando sus padres trasladaron su residencia de El Salvador a la ciudad de Comayagua donde realizó sus estudios en la escuela de primeras letras y seguidamente ingreso en el Colegio Tridentino de Comayagua, en los cuales aprendió gramática latina y derecho canónico, continuando sus estudios de leyes con maestros particulares. Unos años después, Francisco Cruz tuvo como tutor al Doctor Carlos Joaquín Herrera un médico graduado en la Real Universidad Nacional Mayor de San Marcos de Quito, Ecuador con quien desarrolló su atracción a la medicina, aprendió anatomía, principios de cirugía operatoria y botánica médica.

## Médico del pueblo
En 1847 fue parte del Consejo de Ministros que gobernó provisionalmente al estado de Honduras, ese mismo año don Francisco Cruz se retiró del cargo que ocupase por dos años como de ministro y se dedicó al cuidado de sus bienes y enfrascarse en el estudió de la botánica medicinal en su laboratorio casero y al ejercicio de la medicina, para lo cual abrió en 1848 su propio negocio “Botica Cruz” en Comayagua, donde ejerció sus conocimientos profesionales y teniendo siempre su personalidad política, en cuanto al ambiente que se generaba.
- Cruz Castro, fue redactor de varios artículos en el Diario oficial “Capítulos de la Flora Medicinal de Honduras”. Su primer artículo en la La Gaceta (Honduras) diario del gobierno lo realizaría en fecha 20 de agosto de 1857, bajo título “El Cólera” (cólera morbus) seguidamente escribió otros artículos en cuanto a la sintomatología, tratamiento y convalecencia de enfermedades más comunes que proliferaban en el siglo XIX en Honduras.

Fue de gran factor para el Doctor Francisco Cruz, entrevistarse con el Doctor Pedro de La Rocha, para que éste le orientara en cuanto a cuestiones de medicina. Al cabo de muchas investigaciones y pruebas; Cruz, publicó su libro “Botica del Pueblo” un compendio de remedios caseros al alcance de todos, dedicado para la gente pobre del país. La primera edición se editaría en 1867 en Comayagua. Es de hacer notar que don Francisco Cruz Castro, no fue médico titulado por centro universitario, sino un médico empírico que realizó muy bien sus conocimientos sobre las ciencias médicas y con amplios conocimientos de botánica.

## Vida política
- 1844 Ministro en la Jefatura de Carteras en la administración del presidente Coronado Chávez.
- Miembro del Consejo de Ministros de Honduras de 1847.
- 1850 Magistrado suplente del Tribunal Superior de Justicia.
- 1852 Comisionado y representante del gobierno de Honduras, cuando se realizó el Convenio Chatfield-Cruz con los ingleses.

1856. Ministro de relaciones exteriores en la administración del General José Santos Guardiola
- 1859 Jefe Político de Comayagua.
- 1859 Representante comisionado del gobierno de Honduras, cuando se realizó el Tratado Lennox Wyke[1] -Cruz con los diplomáticos del Reino Unido.
- 1865 Ministro del Gobierno.
- 1866 Designado presidencial en sustitución del presidente General José María Medina, según lo establecía los artículos 29 y 30 de la Constitución de Honduras de 1865.
- 1865 Representante comisionado del gobierno de Honduras ante los Estados Unidos de América, con el cual firmó el Tratado de Amistad, comercio y navegación.
- 1867 Diputado por Comayagua en la Asamblea Legislativa.
- 1871 Secretario privado del General José María Medina.
- 1880 Diputado por La Paz, de cuya representación firmó la Constitución de Honduras de 1880.
- 1880 Director del Departamento de Estadísticas en la administración del Doctor Marco Aurelio Soto.
- 1880 Representante comisionado del gobierno de Honduras en la Convención de Saco y San Miguel, para las delimitaciones fronterizas Honduras-El Salvador y la emisión del Decreto del 18 de diciembre de 1880.
- 1884 Representante comisionado del gobierno de Honduras, en las gestiones del tratado Cruz-Letona el cual fue un rotundo fracaso en la política hondureña, ya que se afectaba a derechos territoriales en el lugar conocido como Dolores y algunos reclamos de habitantes del Valle de Opatoro.

## Presidente de Honduras
La Constitución Política de Honduras de 1865 no establecía la reelección del mandatario, por lo cual se tuvo que emitir un decreto el 13 de agosto de 1869, reformando el artículo 33 para facilitar la reelección del general José María Medina. Para cuyo efecto, el 12 de agosto de 1869 don Francisco Cruz Castro, fue designado Presidente Provisional de Honduras, entregándole la presidencia al reelecto General José María Medina el 2 de febrero de 1870, cuando presto su promesa de Ley y don Francisco Cruz Castro continuó como diputado.
Mientras ejercía de presidente decreto una prohibición de almacenamiento de armas de fuego, pólvora en el Puerto de Amapala. Ordenó la creación de dos hospitales nacionales y su organización en las ciudades de Comayagua y Tegucigalpa. Se decretó el aforo sobre la introducción de joyas, relojes finos y licor.
En 1885 don Francisco Cruz castro se retiró del agitado ambiente político y viajó a su natal país El Salvador donde ejerció la medicina, regresando a su Honduras en 1890, tomando como residencia la ciudad de La Esperanza, Intibucá donde falleció en 1895.

## Condecoraciones
- Orden de Santa Rosa y de la Civilización de Honduras, otorgada por el presidente de Honduras, General José María Medina.

## Obras que publicó
- 1859. Datos Estadísticos de Comayagua, en virtud de su cargo de Jefe Político de aquella ciudad.
- 1867. La Botica del Pueblo, (Comayagua) primera edición de su libro de remedios caseros.
- 1882. Tercer Censo General de Población de Honduras, (Tegucigalpa) en su carácter de Director del Departamento de estadísticas de Honduras.

## Reconocimientos
- Del Doctor Alberto de Jesús Membreño: “A don Francisco Cruz, autor de la Flora Medicinal de Honduras” 1 de octubre de 1920.
- Del Historiador Nacional, Licenciado José Reina Valenzuela: “Don Francisco Cruz Castro, fue el primer científico de Honduras del siglo XIX”.